# Mustafa Şentop
Mustafa Şentop (Tekirdağ, 6 de agosto de 1968) es un jurista y político turco, miembro del partido AKP, fue miembro de la Gran Asamblea Nacional de Turquía (2011-2022) y presidente de misma (2019-2023).

## Biografía
Mustafa Şentop nació el 6 de agosto de 1968 en Tekirdağ. Se graduó por la Facultad de Derecho de la Universidad de Estambul y obtuvo una maestría y un doctorado en Derecho público por la Universidad del Mármara. En 1993, comenzó a trabajar en la Facultad de Derecho de la Universidad del Mármara como asistente de investigación. Tras su doctorado en 2002, se convirtió en profesor asociado en 2005 y profesor titular en 2011. Además de la Universidad de Mármara, dio conferencias de pregrado y posgrado en varias universidades. Ocupó varias funciones administrativas en la Universidad de Mármara. A partir de sus años universitarios, se desempeñó como escritor y editor en diversas revistas y fue miembro del consejo editorial de revistas académicas y editor de revistas de referencia. También se desempeñó como presidente de la sucursal de Estambul del Centro de Investigaciones Económicas y Sociales (ESAM).